# Terpnistria
Terpnistria is een geslacht van rechtvleugeligen uit de familie sabelsprinkhanen (Tettigoniidae). De wetenschappelijke naam van dit geslacht is voor het eerst geldig gepubliceerd in 1873 door Stål.

## Soorten
Het geslacht Terpnistria omvat de volgende soorten:
- Terpnistria lobulata Stål, 1876
- Terpnistria zebrata Serville, 1838